# Cyclura cornuta onchiopsis
La iguana de la isla Navaza (Cyclura cornuta onchiopsis) fue una subespecie de la iguana cornuda del género Cyclura que habitaba en la isla de Navaza en el mar Caribe. Muy probablemente se encuentra extinta, ya que no se ha visto ningún espécimen en estado salvaje desde la década de 1960.[cita requerida] Actualmente se considera este taxón como una especie (Cyclura onchiopsis).

## Taxonomía
El nombre genérico (Cyclura) deriva del griego antiguo cyclos (κύκλος) que significa "circular" y oura (οὐρά) que significa "cola", que hace referencia a la gruesa cola anillada que es característica de todas las Cyclura.  Su nombre específico, cornuta, proviene de la palabra latina cornutus, que significa "cornudo" y que hace referencia a las proyecciones corneas que poseen los machos de la especie sobre sus hocicos. La especie fue descrita por primera vez por el herpetólogo Edward Drinker Cope en 1885.
Cope describió por primera vez el lagarto como Cyclura nigerrima, debido a la coloración casi negra del animal y lo renombró un año más tarde como C. onchiopsis.  Los herpetólogos Albert Schwartz y Richard Thomas oficialmente la reclasifican como una subespecie de C. cornuta 90 años más tarde, sobre la base de los escritos de Thomas Barbour y Robert Mertens, aunque presentan numerosos datos relativos a la cuenta de sus escamas que parecen estar en contradicción con su decisión.  En 1977, Schwartz y Carey escribieron: "Es incluso concebible que onchiopsis deba ser considerada una especies distinta del C. cornuta sobre la base de esta característica única (escamas dorsolaterales claramente más pequeñas) (más tal vez otras características), pero proceder de esta manera ocultaría sus evidentes afinidades con las especies de esta última".
En 1999, el doctor Robert Powell escribió que sobre la base de estos estudios previos, este animal debe ser elevado a la  condición de una especie, distinta de C. cornuta.

## Descripción
Estos lagartos poseen una longitud de entre 60 cm a 120 cm y su piel se destaca por una gamas de colores que van desde un gris acerado a verde oscuro e incluso marrón. Posee un pseudo-cuerno recubierto de escamas óseas que se asemeja al cuerno del rinoceronte.

## Estado de conservación
La isla Navaza fue visitada en 1966 y 1967, y no se observaron animales. Un entomólogo visitó la isla nuevamente en 1986 y no encontró signos de iguanas, aunque no se dedicó específicamente a buscarlos. Una extensa búsqueda realizada en 1999 no descubrió ningún ejemplar de iguana. Existen diversas hipótesis sobre las posibles causas de su desaparición:
(a) la ocupación militar de la isla antes de la década de 1960,
(b) las actividades relacionadas con la minería del guano para utilizarlo como fertilizante, o
(c) la introducción de perros salvajes, cabras y ratas.
Las investigaciones realizadas por el Dr Robert Powell para el Departamento de Ciencias Exactas y Naturales, del Ávila College, Kansas City, Misuri, sugieren que los animales desaparecieron antes de la introducción de especies salvajes, por lo que su extinción se debió a un cambio de hábitat o como resultado de actividades de caza por el hombre. El herpetólogo, David Blair sostiene que todavía algunos ejemplares de estos animales pueden sobrevivir en cautiverio en algún lugar del mundo, pero admite que serían especímenes de cierta edad.